# Касаи Рекс
Касаи Рекс (енгл. Kasai rex) је криптид из Демократске Републике Конго.

## Опис криптида
Наводно се описује као Тероподски диносаур. Има двије кратке руке, дуг реп који вуче за собом и снажне чељусти пуне оштри зуба. Кожа му је љускава, црвенкасте боје са црно-смеђим пругама. Дуг је 13 метара.

## Наводни "доказ" постојања
Наводно 1932. године власник локални плантажи Џон Џонсон (знан још као Џон Јохансон) са својим слугама, док је био у сафари лову, се сусрео са овим криптидом. За вријеме лова, док су се кретали кроз дивљину на њих је насрнуо носорог. Док су пјежали пред њим, носорога је напао овај криптид. Кад су стигли на сигурну удаљеност од овг бића, Џон је усликао двије фотографије на којима се види Касаи Рекс како једе носорога.

## Могуће објашњење овог криптида
Према изнесеним чињеницама у извјештајима о виђању овог криптида може се рећи да се ради о измишљеном догађају. У овим извјештајима су изнесени детаљи којима је приказан изглед Тероподски диносаура са почетка 20ог вјека. Данас знамо да је овакав описи ове врсте нетачан, јер Тероподски диносаури нису били велики, троми, хладнокрвни, чудовишни гмизавци прекривени крљуштавом кожом као код гуштера и крокодила, који вуку реп иза себе.
Осим тога у овом случају наводне двије фотографије, за које се тврди да су баш усликане за вријеме тог лова је утврђено да су фотомонтиране. На првој фотографији је фотомонтиран старински приказ Т-рекса (са почетка 20ог вјека) који једе носорога, а на другој је велики гуштер који једе носорога. За прву слику се може рећи да је на њој фотомонтиран модел Т-рекса који је изрезан из сцене из филма "Изгубљени свијет" (из 1925) (енгл. The Lost World) или "Кинг Конг" (из 1933) (енгл. King Kong), и поставит на слику убијеног носорога. За другу слику се може рећи да је на њој залијепљена претходно изрезана слика гуштера из магазина о природи и поставита на слику убијеног носорога.

## Хронологија сусрета са овим бићем и виђења
- 16. фебруара 1932. године власник локални плантажи Џон Џонсон са својим слугама у сафари лову се сусрео са овим криптидом.